# Tyrstrup Sogn
Tyrstrup Sogn er et sogn i Kolding Provsti (Haderslev Stift).
Tyrstrup Sogn hørte til Sønder Tyrstrup Herred i Haderslev Amt. I sognet ligger Christiansfeld, der tidligere var en flække og også delvis hørte under herredet. Christiansfeld Flække blev ved kommunalreformen i 1970 kernen i Christiansfeld Kommune. Den blev ved strukturreformen i 2007 delt mellem Kolding Kommune og Haderslev Kommune. Tyrstrup var et af de 4 sogne, der kom til Kolding Kommune.
I Tyrstrup Sogn ligger Tyrstrup Kirke.
I sognet findes følgende autoriserede stednavne:
- Bojskov (bebyggelse, ejerlav)
- Bojskov Mark (bebyggelse)
- Bojskovgård (landbrugsejendom)
- Christiansfeld (bebyggelse)
- Favervrå (bebyggelse, ejerlav)
- Favstrup (bebyggelse, ejerlav)
- Hvinderup (bebyggelse, ejerlav)
- Hvinderuprude (bebyggelse)
- Høkkelbjerg (bebyggelse)
- Kokær (bebyggelse)
- Seggelund (bebyggelse, ejerlav)
- Seggelundgård (landbrugsejendom)
- Skovrup (bebyggelse, ejerlav)
- Smedeholm (areal, bebyggelse)
- Tagkær (bebyggelse)
- Torning (bebyggelse, ejerlav)
- Torning Mark (bebyggelse)
- Tyrstrup (bebyggelse, ejerlav)
- Tyrstrupgård (landbrugsejendom)
- Vestenskov (bebyggelse)

## Afstemningsresultat
Folkeafstemningen ved Genforeningen i 1920 gav i Tyrstrup Sogn 1.266 stemmer for Danmark, 101 for Tyskland. Af vælgerne var 404 tilrejst fra Danmark, 81 fra Tyskland. Heraf var i Christiansfeld Flække 247 stemmer for Danmark, 124 for Tyskland. Og af vælgerne var 30 tilrejst fra Danmark, 50 fra Tyskland.